# Micaela de Andrade
Micaela de Andrade, död 1661, var en spansk skådespelare. Hon var engagerad vid de kungliga teatrarna i Madrid, Teatro de la Cruz och Teatro del Príncipe. 
Hon tillhörde de mer uppmärksammade scenartisterna under sin samtid. 